# Tour de Romandie 2002
Le Tour de Romandie 2002, a eu lieu du 30 avril 2002 au 5 mai 2002.

## Présentation

### Equipes
17 équipes participent à cette édition du Tour de Romandie, avec 15 Groupes Sportif I et 2 Groupes sportifs II.
| Groupes sportifs I (16)- Tacconi Sport - Fassa Bortolo - Telekom - Rabobank - Mapei-Quick Step - Lotto-Adecco - Cofidis, le Crédit par Téléphone - Lampre-Daikin - Kelme-Costa Blanca - CSC-Tiscali - Euskaltel-Euskadi - Saeco-Longoni Sport - Team Coast - Acqua & Sapone-Cantina Tollo - Gerolsteiner - Phonak Hearing Systems Groupe sportif II- Landbouwkrediet-Colnago |
| |

## Etapes
| Étape     | Date    | Villes étapes        | type                        | Distance (km) | Vainqueur d'étape | Leader du classement général |
| --------- | ------- | -------------------- | --------------------------- | ------------- | ----------------- | ---------------------------- |
| Prologue  | 30 avr. | Genève – Genève      | prologue                    | 3,2           | Rik Verbrugghe    | Rik Verbrugghe               |
| 1re étape | 1 mai   | Genève – Bévilard    | étape de plaine             | 187           | Giovanni Lombardi | Rik Verbrugghe               |
| 2e étape  | 2 mai   | Bassecourt – Charmey | étape de moyenne montagne   | 155           | Dario Frigo       | Dario Frigo                  |
| 3e étape  | 3 mai   | Pringy – Sierre      | étape de plaine             | 180,3         | Giovanni Lombardi | Dario Frigo                  |
| 4e étape  | 4 mai   | Sierre – Leysin      | étape de montagne           | 85            | Alex Zülle        | Dario Frigo                  |
| 5e étape  | 5 mai   | Lausanne – Lausanne  | contre-la-montre individuel | 18,3          | Alex Zülle        | Dario Frigo                  |

## Déroulement de la course

### Prologue
Le prologue s'est déroulé le 30 avril dans les rues de la ville de Genève et sur une distance de 3,2 kilomètres. C'est le Belge Rik Verbrugghe, membre de l'équipe Lotto-Adecco, qui s'impose et qui prend du même coup le maillot jaune de leader.
| \| Classement de l'étape \| Classement de l'étape \| Classement de l'étape \| Classement de l'étape \| Classement de l'étape \| \| Coureur \| Coureur \| Pays \| Équipe \| Temps \| \| --------------------- \| --------------------- \| --------------------- \| ------------------------------- \| --------------------- \| \| 1er \| Rik Verbrugghe \| Belgique \| Lotto-Adecco \| 4 min 13 s \| \| 2e \| Alexandre Moos \| Suisse \| Phonak Hearing Systems \| + 1 s \| \| 3e \| Martin Elmiger \| Suisse \| Phonak Hearing Systems \| + 2 s \| \| 4e \| Saulius Ruškys \| Lituanie \| Gerolsteiner \| + 2 s \| \| 5e \| László Bodrogi \| Hongrie \| Mapei-Quick Step \| + 3 s \| \| 6e \| Haimar Zubeldia \| Espagne \| Euskaltel-Euskadi \| + 4 s \| \| 7e \| Íñigo Cuesta \| Espagne \| Cofidis-Le Crédit par Téléphone \| + 5 s \| \| 8e \| Markus Zberg \| Suisse \| Rabobank \| + 5 s \| \| 9e \| Dario Frigo \| Italie \| Tacconi Sport \| + 5 s \| \| 10e \| David Millar \| Royaume-Uni \| Cofidis-Le Crédit par Téléphone \| + 5 s \| |                 |             |                                 |            |
| |                 |             |                                 |            |
| |                 |             |                                 |            |
| Classement de l'étape |                 |             |                                 |            |
| Coureur | Coureur         | Pays        | Équipe                          | Temps      |
| 1er | Rik Verbrugghe  | Belgique    | Lotto-Adecco                    | 4 min 13 s |
| 2e | Alexandre Moos  | Suisse      | Phonak Hearing Systems          | + 1 s      |
| 3e | Martin Elmiger  | Suisse      | Phonak Hearing Systems          | + 2 s      |
| 4e | Saulius Ruškys  | Lituanie    | Gerolsteiner                    | + 2 s      |
| 5e | László Bodrogi  | Hongrie     | Mapei-Quick Step                | + 3 s      |
| 6e | Haimar Zubeldia | Espagne     | Euskaltel-Euskadi               | + 4 s      |
| 7e | Íñigo Cuesta    | Espagne     | Cofidis-Le Crédit par Téléphone | + 5 s      |
| 8e | Markus Zberg    | Suisse      | Rabobank                        | + 5 s      |
| 9e | Dario Frigo     | Italie      | Tacconi Sport                   | + 5 s      |
| 10e | David Millar    | Royaume-Uni | Cofidis-Le Crédit par Téléphone | + 5 s      |

| \| Classement général \| Classement général \| Classement général \| Classement général \| Classement général \| \| Coureur \| Coureur \| Pays \| Équipe \| Temps \| \| ------------------ \| ------------------ \| ------------------ \| ------------------------------- \| ------------------ \| \| 1er \| Rik Verbrugghe \| Belgique \| Lotto-Adecco \| 4 min 13 s \| \| 2e \| Alexandre Moos \| Suisse \| Phonak Hearing Systems \| + 1 s \| \| 3e \| Martin Elmiger \| Suisse \| Phonak Hearing Systems \| + 2 s \| \| 4e \| Saulius Ruškys \| Lituanie \| Gerolsteiner \| + 2 s \| \| 5e \| László Bodrogi \| Hongrie \| Mapei-Quick Step \| + 3 s \| \| 6e \| Haimar Zubeldia \| Espagne \| Euskaltel-Euskadi \| + 4 s \| \| 7e \| Íñigo Cuesta \| Espagne \| Cofidis-Le Crédit par Téléphone \| + 5 s \| \| 8e \| Markus Zberg \| Suisse \| Rabobank \| + 5 s \| \| 9e \| Dario Frigo \| Italie \| Tacconi Sport \| + 5 s \| \| 10e \| David Millar \| Royaume-Uni \| Cofidis-Le Crédit par Téléphone \| + 5 s \| |                 |             |                                 |            |
| |                 |             |                                 |            |
| |                 |             |                                 |            |
| Classement général |                 |             |                                 |            |
| Coureur | Coureur         | Pays        | Équipe                          | Temps      |
| 1er | Rik Verbrugghe  | Belgique    | Lotto-Adecco                    | 4 min 13 s |
| 2e | Alexandre Moos  | Suisse      | Phonak Hearing Systems          | + 1 s      |
| 3e | Martin Elmiger  | Suisse      | Phonak Hearing Systems          | + 2 s      |
| 4e | Saulius Ruškys  | Lituanie    | Gerolsteiner                    | + 2 s      |
| 5e | László Bodrogi  | Hongrie     | Mapei-Quick Step                | + 3 s      |
| 6e | Haimar Zubeldia | Espagne     | Euskaltel-Euskadi               | + 4 s      |
| 7e | Íñigo Cuesta    | Espagne     | Cofidis-Le Crédit par Téléphone | + 5 s      |
| 8e | Markus Zberg    | Suisse      | Rabobank                        | + 5 s      |
| 9e | Dario Frigo     | Italie      | Tacconi Sport                   | + 5 s      |
| 10e | David Millar    | Royaume-Uni | Cofidis-Le Crédit par Téléphone | + 5 s      |

### 1reétape
| \| Classement de l'étape \| Classement de l'étape \| Classement de l'étape \| Classement de l'étape \| Classement de l'étape \| \| Coureur \| Coureur \| Pays \| Équipe \| Temps \| \| --------------------- \| ---------------------- \| --------------------- \| ---------------------------- \| --------------------- \| \| 1er \| Giovanni Lombardi \| Italie \| Acqua & Sapone-Cantina Tollo \| 4 h 54 min 25 s \| \| 2e \| José Enrique Gutiérrez \| Espagne \| Kelme-Costa Blanca \| + 0 s \| \| 3e \| Eddy Mazzoleni \| Italie \| Tacconi Sport \| + 0 s \| \| 4e \| Oscar Cavagnis \| Italie \| Landbouwkrediet-Colnago \| + 0 s \| \| 5e \| Bram de Groot \| Pays-Bas \| Rabobank \| + 0 s \| \| 6e \| Matteo Tosatto \| Italie \| Fassa Bortolo \| + 0 s \| \| 7e \| Mikel Artetxe \| Espagne \| Euskaltel-Euskadi \| + 0 s \| \| 8e \| Lorenzo Bernucci \| Italie \| Landbouwkrediet-Colnago \| + 0 s \| \| 9e \| Wladimir Belli \| Italie \| Fassa Bortolo \| + 0 s \| \| 10e \| Yaroslav Popovych \| Ukraine \| Landbouwkrediet-Colnago \| + 0 s \| |                        |          |                              |                 |
| |                        |          |                              |                 |
| |                        |          |                              |                 |
| Classement de l'étape |                        |          |                              |                 |
| Coureur | Coureur                | Pays     | Équipe                       | Temps           |
| 1er | Giovanni Lombardi      | Italie   | Acqua & Sapone-Cantina Tollo | 4 h 54 min 25 s |
| 2e | José Enrique Gutiérrez | Espagne  | Kelme-Costa Blanca           | + 0 s           |
| 3e | Eddy Mazzoleni         | Italie   | Tacconi Sport                | + 0 s           |
| 4e | Oscar Cavagnis         | Italie   | Landbouwkrediet-Colnago      | + 0 s           |
| 5e | Bram de Groot          | Pays-Bas | Rabobank                     | + 0 s           |
| 6e | Matteo Tosatto         | Italie   | Fassa Bortolo                | + 0 s           |
| 7e | Mikel Artetxe          | Espagne  | Euskaltel-Euskadi            | + 0 s           |
| 8e | Lorenzo Bernucci       | Italie   | Landbouwkrediet-Colnago      | + 0 s           |
| 9e | Wladimir Belli         | Italie   | Fassa Bortolo                | + 0 s           |
| 10e | Yaroslav Popovych      | Ukraine  | Landbouwkrediet-Colnago      | + 0 s           |

| \| Classement général \| Classement général \| Classement général \| Classement général \| Classement général \| \| Coureur \| Coureur \| Pays \| Équipe \| Temps \| \| ------------------ \| ------------------ \| ------------------ \| ------------------------------- \| ------------------ \| \| 1er \| Rik Verbrugghe \| Belgique \| Lotto-Adecco \| 4 h 58 min 38 s \| \| 2e \| Alexandre Moos \| Suisse \| Phonak Hearing Systems \| + 1 s \| \| 3e \| Eddy Mazzoleni \| Italie \| Tacconi Sport \| + 2 s \| \| 4e \| Haimar Zubeldia \| Espagne \| Euskaltel-Euskadi \| + 4 s \| \| 5e \| Íñigo Cuesta \| Espagne \| Cofidis-Le Crédit par Téléphone \| + 5 s \| \| 6e \| Dario Frigo \| Italie \| Tacconi Sport \| + 6 s \| \| 7e \| David Millar \| Royaume-Uni \| Cofidis-Le Crédit par Téléphone \| + 6 s \| \| 8e \| Steve Zampieri \| Suisse \| Tacconi Sport \| + 6 s \| \| 9e \| Daniel Schnider \| Suisse \| Phonak Hearing Systems \| + 8 s \| \| 10e \| Niki Aebersold \| Suisse \| Team Coast \| + 8 s \| |                 |             |                                 |                 |
| |                 |             |                                 |                 |
| |                 |             |                                 |                 |
| Classement général |                 |             |                                 |                 |
| Coureur | Coureur         | Pays        | Équipe                          | Temps           |
| 1er | Rik Verbrugghe  | Belgique    | Lotto-Adecco                    | 4 h 58 min 38 s |
| 2e | Alexandre Moos  | Suisse      | Phonak Hearing Systems          | + 1 s           |
| 3e | Eddy Mazzoleni  | Italie      | Tacconi Sport                   | + 2 s           |
| 4e | Haimar Zubeldia | Espagne     | Euskaltel-Euskadi               | + 4 s           |
| 5e | Íñigo Cuesta    | Espagne     | Cofidis-Le Crédit par Téléphone | + 5 s           |
| 6e | Dario Frigo     | Italie      | Tacconi Sport                   | + 6 s           |
| 7e | David Millar    | Royaume-Uni | Cofidis-Le Crédit par Téléphone | + 6 s           |
| 8e | Steve Zampieri  | Suisse      | Tacconi Sport                   | + 6 s           |
| 9e | Daniel Schnider | Suisse      | Phonak Hearing Systems          | + 8 s           |
| 10e | Niki Aebersold  | Suisse      | Team Coast                      | + 8 s           |

### 2eétape
| \| Classement de l'étape \| Classement de l'étape \| Classement de l'étape \| Classement de l'étape \| Classement de l'étape \| \| Coureur \| Coureur \| Pays \| Équipe \| Temps \| \| --------------------- \| ---------------------- \| --------------------- \| ------------------------------- \| --------------------- \| \| 1er \| Dario Frigo \| Italie \| Tacconi Sport \| 3 h 45 min 11 s \| \| 2e \| Alex Zülle \| Suisse \| Team Coast \| + 4 s \| \| 3e \| Serhiy Honchar \| Ukraine \| Fassa Bortolo \| + 4 s \| \| 4e \| David Moncoutié \| France \| Cofidis-Le Crédit par Téléphone \| + 4 s \| \| 5e \| Andrea Noè \| Italie \| Mapei-Quick Step \| + 4 s \| \| 6e \| Cristian Gasperoni \| Italie \| Acqua & Sapone-Cantina Tollo \| + 4 s \| \| 7e \| Aitor González \| Espagne \| Kelme-Costa Blanca \| + 11 s \| \| 8e \| José Enrique Gutiérrez \| Espagne \| Kelme-Costa Blanca \| + 11 s \| \| 9e \| Massimiliano Lelli \| Italie \| Cofidis-Le Crédit par Téléphone \| + 11 s \| \| 10e \| Carlos Sastre \| Espagne \| CSC-Tiscali \| + 11 s \| |                        |         |                                 |                 |
| |                        |         |                                 |                 |
| |                        |         |                                 |                 |
| Classement de l'étape |                        |         |                                 |                 |
| Coureur | Coureur                | Pays    | Équipe                          | Temps           |
| 1er | Dario Frigo            | Italie  | Tacconi Sport                   | 3 h 45 min 11 s |
| 2e | Alex Zülle             | Suisse  | Team Coast                      | + 4 s           |
| 3e | Serhiy Honchar         | Ukraine | Fassa Bortolo                   | + 4 s           |
| 4e | David Moncoutié        | France  | Cofidis-Le Crédit par Téléphone | + 4 s           |
| 5e | Andrea Noè             | Italie  | Mapei-Quick Step                | + 4 s           |
| 6e | Cristian Gasperoni     | Italie  | Acqua & Sapone-Cantina Tollo    | + 4 s           |
| 7e | Aitor González         | Espagne | Kelme-Costa Blanca              | + 11 s          |
| 8e | José Enrique Gutiérrez | Espagne | Kelme-Costa Blanca              | + 11 s          |
| 9e | Massimiliano Lelli     | Italie  | Cofidis-Le Crédit par Téléphone | + 11 s          |
| 10e | Carlos Sastre          | Espagne | CSC-Tiscali                     | + 11 s          |

| \| Classement général \| Classement général \| Classement général \| Classement général \| Classement général \| \| Coureur \| Coureur \| Pays \| Équipe \| Temps \| \| ------------------ \| ------------------ \| ------------------ \| ------------------------------- \| ------------------ \| \| 1er \| Dario Frigo \| Italie \| Tacconi Sport \| 8 h 43 min 45 s \| \| 2e \| Alexandre Moos \| Suisse \| Phonak Hearing Systems \| + 11 s \| \| 3e \| Rik Verbrugghe \| Belgique \| Lotto-Adecco \| + 13 s \| \| 4e \| Eddy Mazzoleni \| Italie \| Tacconi Sport \| + 15 s \| \| 5e \| Cristian Gasperoni \| Italie \| Acqua & Sapone-Cantina Tollo \| + 19 s \| \| 6e \| Haimar Zubeldia \| Espagne \| Euskaltel-Euskadi \| + 19 s \| \| 7e \| Íñigo Cuesta \| Espagne \| Cofidis-Le Crédit par Téléphone \| + 19 s \| \| 8e \| Serhiy Honchar \| Ukraine \| Fassa Bortolo \| + 19 s \| \| 9e \| Massimo Codol \| Italie \| Lampre-Daikin \| + 19 s \| \| 10e \| Andrea Noè \| Italie \| Mapei-Quick Step \| + 19 s \| |                    |          |                                 |                 |
| |                    |          |                                 |                 |
| |                    |          |                                 |                 |
| Classement général |                    |          |                                 |                 |
| Coureur | Coureur            | Pays     | Équipe                          | Temps           |
| 1er | Dario Frigo        | Italie   | Tacconi Sport                   | 8 h 43 min 45 s |
| 2e | Alexandre Moos     | Suisse   | Phonak Hearing Systems          | + 11 s          |
| 3e | Rik Verbrugghe     | Belgique | Lotto-Adecco                    | + 13 s          |
| 4e | Eddy Mazzoleni     | Italie   | Tacconi Sport                   | + 15 s          |
| 5e | Cristian Gasperoni | Italie   | Acqua & Sapone-Cantina Tollo    | + 19 s          |
| 6e | Haimar Zubeldia    | Espagne  | Euskaltel-Euskadi               | + 19 s          |
| 7e | Íñigo Cuesta       | Espagne  | Cofidis-Le Crédit par Téléphone | + 19 s          |
| 8e | Serhiy Honchar     | Ukraine  | Fassa Bortolo                   | + 19 s          |
| 9e | Massimo Codol      | Italie   | Lampre-Daikin                   | + 19 s          |
| 10e | Andrea Noè         | Italie   | Mapei-Quick Step                | + 19 s          |

### 3eétape
| \| Classement de l'étape \| Classement de l'étape \| Classement de l'étape \| Classement de l'étape \| Classement de l'étape \| \| Coureur \| Coureur \| Pays \| Équipe \| Temps \| \| --------------------- \| --------------------- \| --------------------- \| ---------------------------- \| --------------------- \| \| 1er \| Giovanni Lombardi \| Italie \| Acqua & Sapone-Cantina Tollo \| 4 h 26 min 02 s \| \| 2e \| Saulius Ruškys \| Lituanie \| Gerolsteiner \| + 0 s \| \| 3e \| Robert Hunter \| Afrique du Sud \| Mapei-Quick Step \| + 0 s \| \| 4e \| Bram de Groot \| Pays-Bas \| Rabobank \| + 0 s \| \| 5e \| Martin Elmiger \| Suisse \| Phonak Hearing Systems \| + 0 s \| \| 6e \| Andrea Noè \| Italie \| Mapei-Quick Step \| + 0 s \| \| 7e \| Nicola Loda \| Italie \| Fassa Bortolo \| + 0 s \| \| 8e \| Yaroslav Popovych \| Ukraine \| Landbouwkrediet-Colnago \| + 0 s \| \| 9e \| Cristian Gasperoni \| Italie \| Acqua & Sapone-Cantina Tollo \| + 0 s \| \| 10e \| Dario Frigo \| Italie \| Tacconi Sport \| + 0 s \| |                    |                |                              |                 |
| |                    |                |                              |                 |
| |                    |                |                              |                 |
| Classement de l'étape |                    |                |                              |                 |
| Coureur | Coureur            | Pays           | Équipe                       | Temps           |
| 1er | Giovanni Lombardi  | Italie         | Acqua & Sapone-Cantina Tollo | 4 h 26 min 02 s |
| 2e | Saulius Ruškys     | Lituanie       | Gerolsteiner                 | + 0 s           |
| 3e | Robert Hunter      | Afrique du Sud | Mapei-Quick Step             | + 0 s           |
| 4e | Bram de Groot      | Pays-Bas       | Rabobank                     | + 0 s           |
| 5e | Martin Elmiger     | Suisse         | Phonak Hearing Systems       | + 0 s           |
| 6e | Andrea Noè         | Italie         | Mapei-Quick Step             | + 0 s           |
| 7e | Nicola Loda        | Italie         | Fassa Bortolo                | + 0 s           |
| 8e | Yaroslav Popovych  | Ukraine        | Landbouwkrediet-Colnago      | + 0 s           |
| 9e | Cristian Gasperoni | Italie         | Acqua & Sapone-Cantina Tollo | + 0 s           |
| 10e | Dario Frigo        | Italie         | Tacconi Sport                | + 0 s           |

| \| Classement général \| Classement général \| Classement général \| Classement général \| Classement général \| \| Coureur \| Coureur \| Pays \| Équipe \| Temps \| \| ------------------ \| ------------------ \| ------------------ \| ---------------------------- \| ------------------ \| \| 1er \| Dario Frigo \| Italie \| Tacconi Sport \| 13 h 09 min 47 s \| \| 2e \| Alexandre Moos \| Suisse \| Phonak Hearing Systems \| + 16 s \| \| 3e \| Rik Verbrugghe \| Belgique \| Lotto-Adecco \| + 18 s \| \| 4e \| Cristian Gasperoni \| Italie \| Acqua & Sapone-Cantina Tollo \| + 19 s \| \| 5e \| Eddy Mazzoleni \| Italie \| Tacconi Sport \| + 19 s \| \| 6e \| Andrea Noè \| Italie \| Mapei-Quick Step \| + 24 s \| \| 7e \| Haimar Zubeldia \| Espagne \| Euskaltel-Euskadi \| + 24 s \| \| 8e \| Serhiy Honchar \| Ukraine \| Fassa Bortolo \| + 26 s \| \| 9e \| Cadel Evans \| Australie \| Mapei-Quick Step \| + 29 s \| \| 10e \| Christophe Brandt \| Belgique \| Lotto-Adecco \| + 31 s \| |                    |           |                              |                  |
| |                    |           |                              |                  |
| |                    |           |                              |                  |
| Classement général |                    |           |                              |                  |
| Coureur | Coureur            | Pays      | Équipe                       | Temps            |
| 1er | Dario Frigo        | Italie    | Tacconi Sport                | 13 h 09 min 47 s |
| 2e | Alexandre Moos     | Suisse    | Phonak Hearing Systems       | + 16 s           |
| 3e | Rik Verbrugghe     | Belgique  | Lotto-Adecco                 | + 18 s           |
| 4e | Cristian Gasperoni | Italie    | Acqua & Sapone-Cantina Tollo | + 19 s           |
| 5e | Eddy Mazzoleni     | Italie    | Tacconi Sport                | + 19 s           |
| 6e | Andrea Noè         | Italie    | Mapei-Quick Step             | + 24 s           |
| 7e | Haimar Zubeldia    | Espagne   | Euskaltel-Euskadi            | + 24 s           |
| 8e | Serhiy Honchar     | Ukraine   | Fassa Bortolo                | + 26 s           |
| 9e | Cadel Evans        | Australie | Mapei-Quick Step             | + 29 s           |
| 10e | Christophe Brandt  | Belgique  | Lotto-Adecco                 | + 31 s           |

### 4eétape
| \| Classement de l'étape \| Classement de l'étape \| Classement de l'étape \| Classement de l'étape \| Classement de l'étape \| \| Coureur \| Coureur \| Pays \| Équipe \| Temps \| \| --------------------- \| --------------------- \| --------------------- \| ------------------------------- \| --------------------- \| \| 1er \| Alex Zülle \| Suisse \| Team Coast \| 2 h 18 min 23 s \| \| 2e \| David Moncoutié \| France \| Cofidis-Le Crédit par Téléphone \| + 2 s \| \| 3e \| Santiago Pérez \| Espagne \| Kelme-Costa Blanca \| + 2 s \| \| 4e \| Carlos Sastre \| Espagne \| CSC-Tiscali \| + 8 s \| \| 5e \| Andrea Noè \| Italie \| Mapei-Quick Step \| + 8 s \| \| 6e \| Cadel Evans \| Australie \| Mapei-Quick Step \| + 11 s \| \| 7e \| Dario Frigo \| Italie \| Tacconi Sport \| + 11 s \| \| 8e \| Cédric Fragnière \| Suisse \| Phonak Hearing Systems \| + 27 s \| \| 9e \| Eddy Mazzoleni \| Italie \| Tacconi Sport \| + 30 s \| \| 10e \| Massimo Codol \| Italie \| Lampre-Daikin \| + 32 s \| |                  |           |                                 |                 |
| |                  |           |                                 |                 |
| |                  |           |                                 |                 |
| Classement de l'étape |                  |           |                                 |                 |
| Coureur | Coureur          | Pays      | Équipe                          | Temps           |
| 1er | Alex Zülle       | Suisse    | Team Coast                      | 2 h 18 min 23 s |
| 2e | David Moncoutié  | France    | Cofidis-Le Crédit par Téléphone | + 2 s           |
| 3e | Santiago Pérez   | Espagne   | Kelme-Costa Blanca              | + 2 s           |
| 4e | Carlos Sastre    | Espagne   | CSC-Tiscali                     | + 8 s           |
| 5e | Andrea Noè       | Italie    | Mapei-Quick Step                | + 8 s           |
| 6e | Cadel Evans      | Australie | Mapei-Quick Step                | + 11 s          |
| 7e | Dario Frigo      | Italie    | Tacconi Sport                   | + 11 s          |
| 8e | Cédric Fragnière | Suisse    | Phonak Hearing Systems          | + 27 s          |
| 9e | Eddy Mazzoleni   | Italie    | Tacconi Sport                   | + 30 s          |
| 10e | Massimo Codol    | Italie    | Lampre-Daikin                   | + 32 s          |

| \| Classement général \| Classement général \| Classement général \| Classement général \| Classement général \| \| Coureur \| Coureur \| Pays \| Équipe \| Temps \| \| ------------------ \| ------------------ \| ------------------ \| ---------------------- \| ------------------ \| \| 1er \| Dario Frigo \| Italie \| Tacconi Sport \| 15 h 28 min 21 s \| \| 2e \| Santiago Pérez \| Espagne \| Kelme-Costa Blanca \| + 20 s \| \| 3e \| Andrea Noè \| Italie \| Mapei-Quick Step \| + 21 s \| \| 4e \| Cadel Evans \| Australie \| Mapei-Quick Step \| + 29 s \| \| 5e \| Carlos Sastre \| Espagne \| CSC-Tiscali \| + 32 s \| \| 6e \| Eddy Mazzoleni \| Italie \| Tacconi Sport \| + 32 s \| \| 7e \| Alexandre Moos \| Suisse \| Phonak Hearing Systems \| + 32 s \| \| 8e \| Cédric Fragnière \| Suisse \| Phonak Hearing Systems \| + 54 s \| \| 9e \| Aitor González \| Espagne \| Kelme-Costa Blanca \| + 58 s \| \| 10e \| Serhiy Honchar \| Ukraine \| Fassa Bortolo \| + 1 min 01 s \| |                  |           |                        |                  |
| |                  |           |                        |                  |
| |                  |           |                        |                  |
| Classement général |                  |           |                        |                  |
| Coureur | Coureur          | Pays      | Équipe                 | Temps            |
| 1er | Dario Frigo      | Italie    | Tacconi Sport          | 15 h 28 min 21 s |
| 2e | Santiago Pérez   | Espagne   | Kelme-Costa Blanca     | + 20 s           |
| 3e | Andrea Noè       | Italie    | Mapei-Quick Step       | + 21 s           |
| 4e | Cadel Evans      | Australie | Mapei-Quick Step       | + 29 s           |
| 5e | Carlos Sastre    | Espagne   | CSC-Tiscali            | + 32 s           |
| 6e | Eddy Mazzoleni   | Italie    | Tacconi Sport          | + 32 s           |
| 7e | Alexandre Moos   | Suisse    | Phonak Hearing Systems | + 32 s           |
| 8e | Cédric Fragnière | Suisse    | Phonak Hearing Systems | + 54 s           |
| 9e | Aitor González   | Espagne   | Kelme-Costa Blanca     | + 58 s           |
| 10e | Serhiy Honchar   | Ukraine   | Fassa Bortolo          | + 1 min 01 s     |

### 5eétape
| \| Classement de l'étape \| Classement de l'étape \| Classement de l'étape \| Classement de l'étape \| Classement de l'étape \| \| Coureur \| Coureur \| Pays \| Équipe \| Temps \| \| --------------------- \| --------------------- \| --------------------- \| ------------------------------- \| --------------------- \| \| 1er \| Alex Zülle \| Suisse \| Team Coast \| 24 min 59 s \| \| 2e \| Dario Frigo \| Italie \| Tacconi Sport \| + 24 s \| \| 3e \| David Millar \| Royaume-Uni \| Cofidis-Le Crédit par Téléphone \| + 40 s \| \| 4e \| Aitor González \| Espagne \| Kelme-Costa Blanca \| + 42 s \| \| 5e \| Cadel Evans \| Australie \| Mapei-Quick Step \| + 45 s \| \| 6e \| László Bodrogi \| Hongrie \| Mapei-Quick Step \| + 48 s \| \| 7e \| Levi Leipheimer \| États-Unis \| Rabobank \| + 55 s \| \| 8e \| Alexandre Moos \| Suisse \| Phonak Hearing Systems \| + 56 s \| \| 9e \| Carlos Sastre \| Espagne \| CSC-Tiscali \| + 56 s \| \| 10e \| Andrea Peron \| Italie \| CSC-Tiscali \| + 56 s \| |                 |             |                                 |             |
| |                 |             |                                 |             |
| |                 |             |                                 |             |
| Classement de l'étape |                 |             |                                 |             |
| Coureur | Coureur         | Pays        | Équipe                          | Temps       |
| 1er | Alex Zülle      | Suisse      | Team Coast                      | 24 min 59 s |
| 2e | Dario Frigo     | Italie      | Tacconi Sport                   | + 24 s      |
| 3e | David Millar    | Royaume-Uni | Cofidis-Le Crédit par Téléphone | + 40 s      |
| 4e | Aitor González  | Espagne     | Kelme-Costa Blanca              | + 42 s      |
| 5e | Cadel Evans     | Australie   | Mapei-Quick Step                | + 45 s      |
| 6e | László Bodrogi  | Hongrie     | Mapei-Quick Step                | + 48 s      |
| 7e | Levi Leipheimer | États-Unis  | Rabobank                        | + 55 s      |
| 8e | Alexandre Moos  | Suisse      | Phonak Hearing Systems          | + 56 s      |
| 9e | Carlos Sastre   | Espagne     | CSC-Tiscali                     | + 56 s      |
| 10e | Andrea Peron    | Italie      | CSC-Tiscali                     | + 56 s      |

## Classements finals
| \| Classement général \| Classement général \| Classement général \| Classement général \| Classement général \| \| Coureur \| Coureur \| Pays \| Équipe \| Temps \| \| ------------------ \| ------------------ \| ------------------ \| ------------------------------- \| ------------------ \| \| 1er \| Dario Frigo \| Italie \| Tacconi Sport \| 15 h 53 min 44 s \| \| 2e \| Alex Zülle \| Suisse \| Team Coast \| + 47 s \| \| 3e \| Cadel Evans \| Australie \| Mapei-Quick Step \| + 51 s \| \| 4e \| Santiago Pérez \| Espagne \| Kelme-Costa Blanca \| + 1 min 04 s \| \| 5e \| Carlos Sastre \| Espagne \| CSC-Tiscali \| + 1 min 05 s \| \| 6e \| Andrea Noè \| Italie \| Mapei-Quick Step \| + 1 min 14 s \| \| 7e \| Alexandre Moos \| Suisse \| Phonak Hearing Systems \| + 1 min 15 s \| \| 8e \| Aitor González \| Espagne \| Kelme-Costa Blanca \| + 1 min 17 s \| \| 9e \| Eddy Mazzoleni \| Italie \| Tacconi Sport \| + 1 min 22 s \| \| 10e \| Íñigo Cuesta \| Espagne \| Cofidis-Le Crédit par Téléphone \| + 1 min 37 s \| |                |           |                                 |                  |
| |                |           |                                 |                  |
| |                |           |                                 |                  |
| Classement général |                |           |                                 |                  |
| Coureur | Coureur        | Pays      | Équipe                          | Temps            |
| 1er | Dario Frigo    | Italie    | Tacconi Sport                   | 15 h 53 min 44 s |
| 2e | Alex Zülle     | Suisse    | Team Coast                      | + 47 s           |
| 3e | Cadel Evans    | Australie | Mapei-Quick Step                | + 51 s           |
| 4e | Santiago Pérez | Espagne   | Kelme-Costa Blanca              | + 1 min 04 s     |
| 5e | Carlos Sastre  | Espagne   | CSC-Tiscali                     | + 1 min 05 s     |
| 6e | Andrea Noè     | Italie    | Mapei-Quick Step                | + 1 min 14 s     |
| 7e | Alexandre Moos | Suisse    | Phonak Hearing Systems          | + 1 min 15 s     |
| 8e | Aitor González | Espagne   | Kelme-Costa Blanca              | + 1 min 17 s     |
| 9e | Eddy Mazzoleni | Italie    | Tacconi Sport                   | + 1 min 22 s     |
| 10e | Íñigo Cuesta   | Espagne   | Cofidis-Le Crédit par Téléphone | + 1 min 37 s     |

| Classement par points | Classement par points  | Classement par points | Classement par points           | Classement par points |
| Coureur               | Coureur                | Pays                  | Équipe                          | Points                |
| --------------------- | ---------------------- | --------------------- | ------------------------------- | --------------------- |
| 1er                   | Alex Zülle             | Suisse                | Team Coast                      | 42 pts                |
| 2e                    | Dario Frigo            | Italie                | Tacconi Sport                   | 41 pts                |
| 3e                    | Saulius Ruškys         | Lituanie              | Gerolsteiner                    | 28 pts                |
| 4e                    | Andrea Noè             | Italie                | Mapei-Quick Step                | 24 pts                |
| 5e                    | Martin Elmiger         | Suisse                | Phonak Hearing Systems          | 21 pts                |
| 6e                    | David Moncoutié        | France                | Cofidis-Le Crédit par Téléphone | 20 pts                |
| 7e                    | Bram de Groot          | Pays-Bas              | Rabobank                        | 20 pts                |
| 8e                    | José Enrique Gutiérrez | Espagne               | Kelme-Costa Blanca              | 19 pts                |
| 9e                    | Alexandre Moos         | Suisse                | Phonak Hearing Systems          | 17 pts                |
| 10e                   | Robert Hunter          | Afrique du Sud        | Mapei-Quick Step                | 16 pts                |

| Classement par points | Classement par points  | Classement par points | Classement par points           | Classement par points |
| Coureur               | Coureur                | Pays                  | Équipe                          | Points                |
| --------------------- | ---------------------- | --------------------- | ------------------------------- | --------------------- |
| 1er                   | Alex Zülle             | Suisse                | Team Coast                      | 42 pts                |
| 2e                    | Dario Frigo            | Italie                | Tacconi Sport                   | 41 pts                |
| 3e                    | Saulius Ruškys         | Lituanie              | Gerolsteiner                    | 28 pts                |
| 4e                    | Andrea Noè             | Italie                | Mapei-Quick Step                | 24 pts                |
| 5e                    | Martin Elmiger         | Suisse                | Phonak Hearing Systems          | 21 pts                |
| 6e                    | David Moncoutié        | France                | Cofidis-Le Crédit par Téléphone | 20 pts                |
| 7e                    | Bram de Groot          | Pays-Bas              | Rabobank                        | 20 pts                |
| 8e                    | José Enrique Gutiérrez | Espagne               | Kelme-Costa Blanca              | 19 pts                |
| 9e                    | Alexandre Moos         | Suisse                | Phonak Hearing Systems          | 17 pts                |
| 10e                   | Robert Hunter          | Afrique du Sud        | Mapei-Quick Step                | 16 pts                |

| Classement de la montagne | Classement de la montagne | Classement de la montagne | Classement de la montagne       | Classement de la montagne |
| Coureur                   | Coureur                   | Pays                      | Équipe                          | Points                    |
| ------------------------- | ------------------------- | ------------------------- | ------------------------------- | ------------------------- |
| 1er                       | Steve Zampieri            | Suisse                    | Tacconi Sport                   | 24 pts                    |
| 2e                        | Dario Frigo               | Italie                    | Tacconi Sport                   | 15 pts                    |
| 3e                        | David Moncoutié           | France                    | Cofidis-Le Crédit par Téléphone | 12 pts                    |
| 4e                        | Andrea Noè                | Italie                    | Mapei-Quick Step                | 10 pts                    |
| 5e                        | Roberto Lozano            | Espagne                   | Kelme-Costa Blanca              | 10 pts                    |
| 6e                        | Santiago Pérez            | Espagne                   | Kelme-Costa Blanca              | 8 pts                     |
| 7e                        | Alexandre Moos            | Suisse                    | Phonak Hearing Systems          | 6 pts                     |
| 8e                        | Stefan Rütimann           | Suisse                    | Tacconi Sport                   | 6 pts                     |
| 9e                        | Matthé Pronk              | Pays-Bas                  | Rabobank                        | 6 pts                     |
| 10e                       | David Millar              | Royaume-Uni               | Cofidis-Le Crédit par Téléphone | 4 pts                     |

| Classement de la montagne | Classement de la montagne | Classement de la montagne | Classement de la montagne       | Classement de la montagne |
| Coureur                   | Coureur                   | Pays                      | Équipe                          | Points                    |
| ------------------------- | ------------------------- | ------------------------- | ------------------------------- | ------------------------- |
| 1er                       | Steve Zampieri            | Suisse                    | Tacconi Sport                   | 24 pts                    |
| 2e                        | Dario Frigo               | Italie                    | Tacconi Sport                   | 15 pts                    |
| 3e                        | David Moncoutié           | France                    | Cofidis-Le Crédit par Téléphone | 12 pts                    |
| 4e                        | Andrea Noè                | Italie                    | Mapei-Quick Step                | 10 pts                    |
| 5e                        | Roberto Lozano            | Espagne                   | Kelme-Costa Blanca              | 10 pts                    |
| 6e                        | Santiago Pérez            | Espagne                   | Kelme-Costa Blanca              | 8 pts                     |
| 7e                        | Alexandre Moos            | Suisse                    | Phonak Hearing Systems          | 6 pts                     |
| 8e                        | Stefan Rütimann           | Suisse                    | Tacconi Sport                   | 6 pts                     |
| 9e                        | Matthé Pronk              | Pays-Bas                  | Rabobank                        | 6 pts                     |
| 10e                       | David Millar              | Royaume-Uni               | Cofidis-Le Crédit par Téléphone | 4 pts                     |

| Classement des sprints | Classement des sprints | Classement des sprints | Classement des sprints | Classement des sprints |
| Coureur                | Coureur                | Pays                   | Équipe                 | Points                 |
| ---------------------- | ---------------------- | ---------------------- | ---------------------- | ---------------------- |
| 1er                    | Martin Elmiger         | Suisse                 | Phonak Hearing Systems | 20 pts                 |
| 2e                     | Mariano Piccoli        | Italie                 | Lampre-Daikin          | 18 pts                 |
| 3e                     | Alexandre Moos         | Suisse                 | Phonak Hearing Systems | 9 pts                  |
| 4e                     | Steve Zampieri         | Suisse                 | Tacconi Sport          | 7 pts                  |
| 5e                     | Matthé Pronk           | Pays-Bas               | Rabobank               | 6 pts                  |
| 6e                     | Rik Verbrugghe         | Belgique               | Lotto-Adecco           | 3 pts                  |
| 7e                     | Alejandro Valverde     | Espagne                | Kelme-Costa Blanca     | 3 pts                  |
| 8e                     | Roberto Lozano         | Espagne                | Kelme-Costa Blanca     | 3 pts                  |
| 9e                     | Eddy Mazzoleni         | Italie                 | Tacconi Sport          | 3 pts                  |
| 10e                    | Ivan Basso             | Italie                 | Fassa Bortolo          | 1 pt                   |

| Classement des sprints | Classement des sprints | Classement des sprints | Classement des sprints | Classement des sprints |
| Coureur                | Coureur                | Pays                   | Équipe                 | Points                 |
| ---------------------- | ---------------------- | ---------------------- | ---------------------- | ---------------------- |
| 1er                    | Martin Elmiger         | Suisse                 | Phonak Hearing Systems | 20 pts                 |
| 2e                     | Mariano Piccoli        | Italie                 | Lampre-Daikin          | 18 pts                 |
| 3e                     | Alexandre Moos         | Suisse                 | Phonak Hearing Systems | 9 pts                  |
| 4e                     | Steve Zampieri         | Suisse                 | Tacconi Sport          | 7 pts                  |
| 5e                     | Matthé Pronk           | Pays-Bas               | Rabobank               | 6 pts                  |
| 6e                     | Rik Verbrugghe         | Belgique               | Lotto-Adecco           | 3 pts                  |
| 7e                     | Alejandro Valverde     | Espagne                | Kelme-Costa Blanca     | 3 pts                  |
| 8e                     | Roberto Lozano         | Espagne                | Kelme-Costa Blanca     | 3 pts                  |
| 9e                     | Eddy Mazzoleni         | Italie                 | Tacconi Sport          | 3 pts                  |
| 10e                    | Ivan Basso             | Italie                 | Fassa Bortolo          | 1 pt                   |

| Classement par équipes | Classement par équipes           | Classement par équipes | Classement par équipes |
| Équipe                 | Équipe                           | Pays                   | Temps                  |
| ---------------------- | -------------------------------- | ---------------------- | ---------------------- |
| 1re                    | Cofidis, le Crédit par Téléphone | France                 | 47 h 44 min 55 s       |
| 2e                     | Kelme-Costa Blanca               | Espagne                | + 16 s                 |
| 3e                     | Tacconi Sport                    | Italie                 | + 1 min 40 s           |
| 4e                     | Phonak Hearing Systems           | Suisse                 | + 3 min 35 s           |
| 5e                     | Team Coast                       | Allemagne              | + 4 min 28 s           |
| 6e                     | Euskaltel-Euskadi                | Espagne                | + 4 min 44 s           |
| 7e                     | Lotto-Adecco                     | Belgique               | + 4 min 57 s           |
| 8e                     | CSC-Tiscali                      | Danemark               | + 6 min 51 s           |
| 9e                     | Fassa Bortolo                    | Italie                 | + 6 min 53 s           |
| 10e                    | Lampre-Daikin                    | Italie                 | + 7 min 03 s           |

| Classement par équipes | Classement par équipes           | Classement par équipes | Classement par équipes |
| Équipe                 | Équipe                           | Pays                   | Temps                  |
| ---------------------- | -------------------------------- | ---------------------- | ---------------------- |
| 1re                    | Cofidis, le Crédit par Téléphone | France                 | 47 h 44 min 55 s       |
| 2e                     | Kelme-Costa Blanca               | Espagne                | + 16 s                 |
| 3e                     | Tacconi Sport                    | Italie                 | + 1 min 40 s           |
| 4e                     | Phonak Hearing Systems           | Suisse                 | + 3 min 35 s           |
| 5e                     | Team Coast                       | Allemagne              | + 4 min 28 s           |
| 6e                     | Euskaltel-Euskadi                | Espagne                | + 4 min 44 s           |
| 7e                     | Lotto-Adecco                     | Belgique               | + 4 min 57 s           |
| 8e                     | CSC-Tiscali                      | Danemark               | + 6 min 51 s           |
| 9e                     | Fassa Bortolo                    | Italie                 | + 6 min 53 s           |
| 10e                    | Lampre-Daikin                    | Italie                 | + 7 min 03 s           |

## Evolution des classements
| Etape              | Vainqueur          | Classement général | Classement par points | Classement de la montagne | Classement des sprints | Classement par équipes |
| ------------------ | ------------------ | ------------------ | --------------------- | ------------------------- | ---------------------- | ---------------------- |
| Prologue           | Rik Verbrugghe     | Rik Verbrugghe     | Rik Verbrugghe        | Non attribué              | Non attribué           | Phonak Hearing Systems |
| 1re                | Giovanni Lombardi  | Rik Verbrugghe     | Rik Verbrugghe        | Steve Zampieri            | Steve Zampieri         | Phonak Hearing Systems |
| 2e                 | Dario Frigo        | Dario Frigo        | Dario Frigo           | Steve Zampieri            | Alexandre Moos         | Tacconi Sport          |
| 3e                 | Giovanni Lombardi  | Dario Frigo        | Giovanni Lombardi     | Steve Zampieri            | Martin Elmiger         | Tacconi Sport          |
| 4e                 | Alex Zülle         | Dario Frigo        | Dario Frigo           | Steve Zampieri            | Martin Elmiger         | Cofidis                |
| 5e                 | Alex Zülle         | Dario Frigo        | Alex Zülle            | Steve Zampieri            | Martin Elmiger         | Cofidis                |
| Classement général | Classement général | Dario Frigo        | Alex Zülle            | Steve Zampieri            | Martin Elmiger         | Cofidis                |

## Liste des participants
| Tacconi Sport ___ | Tacconi Sport ___      | Tacconi Sport ___ |
| ----------------- | ---------------------- | ----------------- |
| Num               | Coureur                | Pos               |
| 1                 | Dario Frigo (ITA)      | 1er               |
| 2                 | Stefan Rütimann (SUI)  | 51e               |
| 3                 | Patrick Calcagni (SUI) | 73e               |
| 4                 | Zoran Klemenčič (SLO)  | AB-4              |
| 5                 | Eddy Mazzoleni (ITA)   | 9e                |
| 6                 | Sylwester Szmyd (POL)  | 59e               |
| 7                 | Steve Zampieri (SUI)   | 19e               |
| 8                 | Pietro Zucconi (SUI)   | 94e               |

| Fassa Bortolo FAS | Fassa Bortolo FAS      | Fassa Bortolo FAS |
| ----------------- | ---------------------- | ----------------- |
| Num               | Coureur                | Pos               |
| 11                | Wladimir Belli (ITA)   | 32e               |
| 12                | Ivan Basso (ITA)       | 43e               |
| 13                | Volodymyr Gustov (UKR) | NP-0              |
| 14                | Serhiy Honchar (UKR)   | 11e               |
| 15                | Nicola Loda (ITA)      | 81e               |
| 16                | Denis Zanette (ITA)    | 79e               |
| 17                | Matteo Tosatto (ITA)   | 52e               |
| 18                | Marco Velo (ITA)       | 34e               |

| Telekom TEL | Telekom TEL            | Telekom TEL |
| ----------- | ---------------------- | ----------- |
| Num         | Coureur                | Pos         |
| 21          | Giuseppe Guerini (ITA) | NP-5        |
| 22          | Robert Bartko (GER)    | NP-4        |
| 23          | Torsten Hiekmann (GER) | 50e         |
| 24          | Danilo Hondo (GER)     | NP-5        |
| 25          | Kevin Livingston (USA) | 101e        |
| 26          | Dirk Reichl (GER)      | AB-2        |
| 27          | Stephan Schreck (GER)  | 86e         |

| Rabobank RAB | Rabobank RAB            | Rabobank RAB |
| ------------ | ----------------------- | ------------ |
| Num          | Coureur                 | Pos          |
| 31           | Markus Zberg (SUI)      |              |
| 32           | Levi Leipheimer (USA)   |              |
| 33           | Bram de Groot (NED)     |              |
| 34           | Addy Engels (NED)       |              |
| 35           | Ronald Mutsaars (NED)   |              |
| 36           | Matthé Pronk (NED)      |              |
| 37           | Thorwald Veneberg (NED) |              |
| 38           | Marc Wauters (BEL)      |              |

| Mapei-Quick Step MAP | Mapei-Quick Step MAP   | Mapei-Quick Step MAP |
| -------------------- | ---------------------- | -------------------- |
| Num                  | Coureur                | Pos                  |
| 41                   | Cadel Evans (AUS)      | 3e                   |
| 42                   | László Bodrogi (HUN)   |                      |
| 43                   | David Cañada (ESP)     |                      |
| 44                   | Paolo Fornaciari (ITA) |                      |
| 45                   | Robert Hunter (RSA)    |                      |
| 46                   | Luca Paolini (ITA)     |                      |
| 47                   | Andrea Noè (ITA)       | 6e                   |
| 48                   | Eddy Ratti (ITA)       |                      |

| Lotto-Adecco ___ | Lotto-Adecco ___           | Lotto-Adecco ___ |
| ---------------- | -------------------------- | ---------------- |
| Num              | Coureur                    | Pos              |
| 51               | Rik Verbrugghe (BEL)       |                  |
| 52               | Christophe Brandt (BEL)    |                  |
| 53               | Glenn D'Hollander (BEL)    |                  |
| 54               | Christophe Detilloux (BEL) |                  |
| 55               | Tom Stremersch (BEL)       |                  |
| 56               | Kurt Van de Wouwer (BEL)   |                  |
| 57               | Kurt Van Lancker (BEL)     |                  |
| 58               | Ief Verbrugghe (BEL)       |                  |

| Cofidis-Le Crédit par Téléphone COF | Cofidis-Le Crédit par Téléphone COF | Cofidis-Le Crédit par Téléphone COF |
| ----------------------------------- | ----------------------------------- | ----------------------------------- |
| Num                                 | Coureur                             | Pos                                 |
| 61                                  | Daniel Atienza (ESP)                |                                     |
| 62                                  | Íñigo Cuesta (ESP)                  | 10e                                 |
| 63                                  | Bingen Fernández (ESP)              |                                     |
| 64                                  | Massimiliano Lelli (ITA)            |                                     |
| 65                                  | Angelo Lopeboselli (ITA)            |                                     |
| 66                                  | David Moncoutié (FRA)               |                                     |
| 67                                  | David Millar (GBR)                  |                                     |
| 68                                  | Guido Trentin (ITA)                 |                                     |

| Lampre-Daikin LAM | Lampre-Daikin LAM        | Lampre-Daikin LAM |
| ----------------- | ------------------------ | ----------------- |
| Num               | Coureur                  | Pos               |
| 71                | Pavel Tonkov (RUS)       |                   |
| 72                | Rubens Bertogliati (SUI) |                   |
| 73                | Simone Bertoletti (ITA)  |                   |
| 74                | Massimo Codol (ITA)      |                   |
| 75                | Juan Manuel Gárate (ESP) |                   |
| 76                | Milan Kadlec (CZE)       |                   |
| 77                | Mariano Piccoli (ITA)    |                   |
| 78                | Marco Serpellini (ITA)   |                   |

| Kelme-Costa Blanca KEL | Kelme-Costa Blanca KEL       | Kelme-Costa Blanca KEL |
| ---------------------- | ---------------------------- | ---------------------- |
| Num                    | Coureur                      | Pos                    |
| 81                     | Aitor González (ESP)         | 8e                     |
| 82                     | José Enrique Gutiérrez (ESP) |                        |
| 83                     | Joaquín López (ESP)          |                        |
| 84                     | Roberto Lozano (ESP)         |                        |
| 85                     | Santiago Pérez (ESP)         | 4e                     |
| 86                     | Antonio Tauler (ESP)         |                        |
| 87                     | Alejandro Valverde (ESP)     |                        |

| CSC-Tiscali CSC | CSC-Tiscali CSC        | CSC-Tiscali CSC |
| --------------- | ---------------------- | --------------- |
| Num             | Coureur                | Pos             |
| 91              | Raphaël Jeune (FRA)    |                 |
| 92              | Francisco Cerezo (ESP) |                 |
| 93              | Marcelino García (ESP) |                 |
| 94              | Danny Jonasson         |                 |
| 95              | Andrea Peron (ITA)     |                 |
| 96              | Martin Rittsel (SWE)   |                 |
| 97              | Carlos Sastre (ESP)    | 5e              |

| Euskaltel-Euskadi EUS | Euskaltel-Euskadi EUS         | Euskaltel-Euskadi EUS |
| --------------------- | ----------------------------- | --------------------- |
| Num                   | Coureur                       | Pos                   |
| 101                   | Alberto López de Munain (ESP) |                       |
| 102                   | Gorka Arrizabalaga (ESP)      |                       |
| 103                   | Mikel Artetxe (ESP)           |                       |
| 104                   | Iker Flores (ESP)             |                       |
| 105                   | Gorka González (ESP)          |                       |
| 106                   | Josu Silloniz (ESP)           |                       |
| 107                   | Haimar Zubeldia (ESP)         |                       |

| Saeco-Longoni Sport SAE | Saeco-Longoni Sport SAE  | Saeco-Longoni Sport SAE |
| ----------------------- | ------------------------ | ----------------------- |
| Num                     | Coureur                  | Pos                     |
| 111                     | Damiano Cunego (ITA)     |                         |
| 112                     | Salvatore Commesso (ITA) |                         |
| 113                     | Biagio Conte (ITA)       |                         |
| 114                     | Danilo Di Luca (ITA)     |                         |
| 115                     | Oscar Mason (ITA)        |                         |
| 116                     | Cristian Pepoli (ITA)    |                         |
| 117                     | Igor Pugaci (MDA)        |                         |
| 118                     | Andrea Tonti (ITA)       |                         |

| Team Coast COA | Team Coast COA        | Team Coast COA |
| -------------- | --------------------- | -------------- |
| Num            | Coureur               | Pos            |
| 121            | Alex Zülle (SUI)      | 2e             |
| 122            | Niki Aebersold (SUI)  |                |
| 123            | Manuel Beltrán (ESP)  |                |
| 124            | Mauro Gianetti (SUI)  |                |
| 125            | Fabrizio Guidi (ITA)  |                |
| 126            | Frank Høj (DEN)       |                |
| 127            | Rolf Huser (SUI)      |                |
| 128            | Lars Michaelsen (DEN) |                |

| Acqua & Sapone-Cantina Tollo ACQ | Acqua & Sapone-Cantina Tollo ACQ | Acqua & Sapone-Cantina Tollo ACQ |
| -------------------------------- | -------------------------------- | -------------------------------- |
| Num                              | Coureur                          | Pos                              |
| 131                              | Kyrylo Pospyeyev (UKR)           |                                  |
| 132                              | Gabriele Colombo (ITA)           |                                  |
| 133                              | Martin Derganc (SLO)             |                                  |
| 134                              | Cristian Gasperoni (ITA)         |                                  |
| 135                              | Santos González (ESP)            |                                  |
| 136                              | Giovanni Lombardi (ITA)          |                                  |
| 137                              | Guido Trenti (ITA)               |                                  |

| Gerolsteiner GST | Gerolsteiner GST         | Gerolsteiner GST |
| ---------------- | ------------------------ | ---------------- |
| Num              | Coureur                  | Pos              |
| 141              | Georg Totschnig (AUT)    |                  |
| 142              | Marcel Strauss (SUI)     |                  |
| 143              | Uwe Hardter (GER)        |                  |
| 144              | Nicolaj Bo Larsen (DEN)  |                  |
| 145              | Federico Morini (ITA)    |                  |
| 146              | Gianni Faresin (ITA)     |                  |
| 147              | Saulius Ruškys (LTU)     |                  |
| 148              | Tobias Steinhauser (GER) |                  |

| Phonak Hearing Systems PHO | Phonak Hearing Systems PHO | Phonak Hearing Systems PHO |
| -------------------------- | -------------------------- | -------------------------- |
| Num                        | Coureur                    | Pos                        |
| 151                        | Daniel Schnider (SUI)      |                            |
| 152                        | Roger Beuchat (SUI)        |                            |
| 153                        | Christian Charrière (SUI)  |                            |
| 154                        | Benoît Salmon (FRA)        |                            |
| 155                        | Martin Elmiger (SUI)       |                            |
| 156                        | Cédric Fragnière (SUI)     |                            |
| 157                        | Alexandre Moos (SUI)       |                            |
| 158                        | Massimo Strazzer (ITA)     |                            |

| Landbouwkrediet-Colnago LAN | Landbouwkrediet-Colnago LAN | Landbouwkrediet-Colnago LAN |
| --------------------------- | --------------------------- | --------------------------- |
| Num                         | Coureur                     | Pos                         |
| 161                         | Yaroslav Popovych (UKR)     |                             |
| 162                         | Oscar Cavagnis (ITA)        |                             |
| 163                         | Lorenzo Bernucci (ITA)      |                             |
| 164                         | Volodymyr Bileka (UKR)      |                             |
| 165                         | Yuriy Metlushenko (UKR)     |                             |
| 166                         | Domenico Romano (ITA)       |                             |
| 167                         | Marc Streel (BEL)           |                             |
| 168                         | Michel Vanhaecke (BEL)      |                             |

| Tacconi Sport ___ | Tacconi Sport ___      | Tacconi Sport ___ |
| ----------------- | ---------------------- | ----------------- |
| Num               | Coureur                | Pos               |
| 1                 | Dario Frigo (ITA)      | 1er               |
| 2                 | Stefan Rütimann (SUI)  | 51e               |
| 3                 | Patrick Calcagni (SUI) | 73e               |
| 4                 | Zoran Klemenčič (SLO)  | AB-4              |
| 5                 | Eddy Mazzoleni (ITA)   | 9e                |
| 6                 | Sylwester Szmyd (POL)  | 59e               |
| 7                 | Steve Zampieri (SUI)   | 19e               |
| 8                 | Pietro Zucconi (SUI)   | 94e               |

| Fassa Bortolo FAS | Fassa Bortolo FAS      | Fassa Bortolo FAS |
| ----------------- | ---------------------- | ----------------- |
| Num               | Coureur                | Pos               |
| 11                | Wladimir Belli (ITA)   | 32e               |
| 12                | Ivan Basso (ITA)       | 43e               |
| 13                | Volodymyr Gustov (UKR) | NP-0              |
| 14                | Serhiy Honchar (UKR)   | 11e               |
| 15                | Nicola Loda (ITA)      | 81e               |
| 16                | Denis Zanette (ITA)    | 79e               |
| 17                | Matteo Tosatto (ITA)   | 52e               |
| 18                | Marco Velo (ITA)       | 34e               |

| Telekom TEL | Telekom TEL            | Telekom TEL |
| ----------- | ---------------------- | ----------- |
| Num         | Coureur                | Pos         |
| 21          | Giuseppe Guerini (ITA) | NP-5        |
| 22          | Robert Bartko (GER)    | NP-4        |
| 23          | Torsten Hiekmann (GER) | 50e         |
| 24          | Danilo Hondo (GER)     | NP-5        |
| 25          | Kevin Livingston (USA) | 101e        |
| 26          | Dirk Reichl (GER)      | AB-2        |
| 27          | Stephan Schreck (GER)  | 86e         |

| Rabobank RAB | Rabobank RAB            | Rabobank RAB |
| ------------ | ----------------------- | ------------ |
| Num          | Coureur                 | Pos          |
| 31           | Markus Zberg (SUI)      |              |
| 32           | Levi Leipheimer (USA)   |              |
| 33           | Bram de Groot (NED)     |              |
| 34           | Addy Engels (NED)       |              |
| 35           | Ronald Mutsaars (NED)   |              |
| 36           | Matthé Pronk (NED)      |              |
| 37           | Thorwald Veneberg (NED) |              |
| 38           | Marc Wauters (BEL)      |              |

| Mapei-Quick Step MAP | Mapei-Quick Step MAP   | Mapei-Quick Step MAP |
| -------------------- | ---------------------- | -------------------- |
| Num                  | Coureur                | Pos                  |
| 41                   | Cadel Evans (AUS)      | 3e                   |
| 42                   | László Bodrogi (HUN)   |                      |
| 43                   | David Cañada (ESP)     |                      |
| 44                   | Paolo Fornaciari (ITA) |                      |
| 45                   | Robert Hunter (RSA)    |                      |
| 46                   | Luca Paolini (ITA)     |                      |
| 47                   | Andrea Noè (ITA)       | 6e                   |
| 48                   | Eddy Ratti (ITA)       |                      |

| Lotto-Adecco ___ | Lotto-Adecco ___           | Lotto-Adecco ___ |
| ---------------- | -------------------------- | ---------------- |
| Num              | Coureur                    | Pos              |
| 51               | Rik Verbrugghe (BEL)       |                  |
| 52               | Christophe Brandt (BEL)    |                  |
| 53               | Glenn D'Hollander (BEL)    |                  |
| 54               | Christophe Detilloux (BEL) |                  |
| 55               | Tom Stremersch (BEL)       |                  |
| 56               | Kurt Van de Wouwer (BEL)   |                  |
| 57               | Kurt Van Lancker (BEL)     |                  |
| 58               | Ief Verbrugghe (BEL)       |                  |

| Cofidis-Le Crédit par Téléphone COF | Cofidis-Le Crédit par Téléphone COF | Cofidis-Le Crédit par Téléphone COF |
| ----------------------------------- | ----------------------------------- | ----------------------------------- |
| Num                                 | Coureur                             | Pos                                 |
| 61                                  | Daniel Atienza (ESP)                |                                     |
| 62                                  | Íñigo Cuesta (ESP)                  | 10e                                 |
| 63                                  | Bingen Fernández (ESP)              |                                     |
| 64                                  | Massimiliano Lelli (ITA)            |                                     |
| 65                                  | Angelo Lopeboselli (ITA)            |                                     |
| 66                                  | David Moncoutié (FRA)               |                                     |
| 67                                  | David Millar (GBR)                  |                                     |
| 68                                  | Guido Trentin (ITA)                 |                                     |

| Lampre-Daikin LAM | Lampre-Daikin LAM        | Lampre-Daikin LAM |
| ----------------- | ------------------------ | ----------------- |
| Num               | Coureur                  | Pos               |
| 71                | Pavel Tonkov (RUS)       |                   |
| 72                | Rubens Bertogliati (SUI) |                   |
| 73                | Simone Bertoletti (ITA)  |                   |
| 74                | Massimo Codol (ITA)      |                   |
| 75                | Juan Manuel Gárate (ESP) |                   |
| 76                | Milan Kadlec (CZE)       |                   |
| 77                | Mariano Piccoli (ITA)    |                   |
| 78                | Marco Serpellini (ITA)   |                   |

| Kelme-Costa Blanca KEL | Kelme-Costa Blanca KEL       | Kelme-Costa Blanca KEL |
| ---------------------- | ---------------------------- | ---------------------- |
| Num                    | Coureur                      | Pos                    |
| 81                     | Aitor González (ESP)         | 8e                     |
| 82                     | José Enrique Gutiérrez (ESP) |                        |
| 83                     | Joaquín López (ESP)          |                        |
| 84                     | Roberto Lozano (ESP)         |                        |
| 85                     | Santiago Pérez (ESP)         | 4e                     |
| 86                     | Antonio Tauler (ESP)         |                        |
| 87                     | Alejandro Valverde (ESP)     |                        |

| CSC-Tiscali CSC | CSC-Tiscali CSC        | CSC-Tiscali CSC |
| --------------- | ---------------------- | --------------- |
| Num             | Coureur                | Pos             |
| 91              | Raphaël Jeune (FRA)    |                 |
| 92              | Francisco Cerezo (ESP) |                 |
| 93              | Marcelino García (ESP) |                 |
| 94              | Danny Jonasson         |                 |
| 95              | Andrea Peron (ITA)     |                 |
| 96              | Martin Rittsel (SWE)   |                 |
| 97              | Carlos Sastre (ESP)    | 5e              |

| Euskaltel-Euskadi EUS | Euskaltel-Euskadi EUS         | Euskaltel-Euskadi EUS |
| --------------------- | ----------------------------- | --------------------- |
| Num                   | Coureur                       | Pos                   |
| 101                   | Alberto López de Munain (ESP) |                       |
| 102                   | Gorka Arrizabalaga (ESP)      |                       |
| 103                   | Mikel Artetxe (ESP)           |                       |
| 104                   | Iker Flores (ESP)             |                       |
| 105                   | Gorka González (ESP)          |                       |
| 106                   | Josu Silloniz (ESP)           |                       |
| 107                   | Haimar Zubeldia (ESP)         |                       |

| Saeco-Longoni Sport SAE | Saeco-Longoni Sport SAE  | Saeco-Longoni Sport SAE |
| ----------------------- | ------------------------ | ----------------------- |
| Num                     | Coureur                  | Pos                     |
| 111                     | Damiano Cunego (ITA)     |                         |
| 112                     | Salvatore Commesso (ITA) |                         |
| 113                     | Biagio Conte (ITA)       |                         |
| 114                     | Danilo Di Luca (ITA)     |                         |
| 115                     | Oscar Mason (ITA)        |                         |
| 116                     | Cristian Pepoli (ITA)    |                         |
| 117                     | Igor Pugaci (MDA)        |                         |
| 118                     | Andrea Tonti (ITA)       |                         |

| Team Coast COA | Team Coast COA        | Team Coast COA |
| -------------- | --------------------- | -------------- |
| Num            | Coureur               | Pos            |
| 121            | Alex Zülle (SUI)      | 2e             |
| 122            | Niki Aebersold (SUI)  |                |
| 123            | Manuel Beltrán (ESP)  |                |
| 124            | Mauro Gianetti (SUI)  |                |
| 125            | Fabrizio Guidi (ITA)  |                |
| 126            | Frank Høj (DEN)       |                |
| 127            | Rolf Huser (SUI)      |                |
| 128            | Lars Michaelsen (DEN) |                |

| Acqua & Sapone-Cantina Tollo ACQ | Acqua & Sapone-Cantina Tollo ACQ | Acqua & Sapone-Cantina Tollo ACQ |
| -------------------------------- | -------------------------------- | -------------------------------- |
| Num                              | Coureur                          | Pos                              |
| 131                              | Kyrylo Pospyeyev (UKR)           |                                  |
| 132                              | Gabriele Colombo (ITA)           |                                  |
| 133                              | Martin Derganc (SLO)             |                                  |
| 134                              | Cristian Gasperoni (ITA)         |                                  |
| 135                              | Santos González (ESP)            |                                  |
| 136                              | Giovanni Lombardi (ITA)          |                                  |
| 137                              | Guido Trenti (ITA)               |                                  |

| Gerolsteiner GST | Gerolsteiner GST         | Gerolsteiner GST |
| ---------------- | ------------------------ | ---------------- |
| Num              | Coureur                  | Pos              |
| 141              | Georg Totschnig (AUT)    |                  |
| 142              | Marcel Strauss (SUI)     |                  |
| 143              | Uwe Hardter (GER)        |                  |
| 144              | Nicolaj Bo Larsen (DEN)  |                  |
| 145              | Federico Morini (ITA)    |                  |
| 146              | Gianni Faresin (ITA)     |                  |
| 147              | Saulius Ruškys (LTU)     |                  |
| 148              | Tobias Steinhauser (GER) |                  |

| Phonak Hearing Systems PHO | Phonak Hearing Systems PHO | Phonak Hearing Systems PHO |
| -------------------------- | -------------------------- | -------------------------- |
| Num                        | Coureur                    | Pos                        |
| 151                        | Daniel Schnider (SUI)      |                            |
| 152                        | Roger Beuchat (SUI)        |                            |
| 153                        | Christian Charrière (SUI)  |                            |
| 154                        | Benoît Salmon (FRA)        |                            |
| 155                        | Martin Elmiger (SUI)       |                            |
| 156                        | Cédric Fragnière (SUI)     |                            |
| 157                        | Alexandre Moos (SUI)       |                            |
| 158                        | Massimo Strazzer (ITA)     |                            |

| Landbouwkrediet-Colnago LAN | Landbouwkrediet-Colnago LAN | Landbouwkrediet-Colnago LAN |
| --------------------------- | --------------------------- | --------------------------- |
| Num                         | Coureur                     | Pos                         |
| 161                         | Yaroslav Popovych (UKR)     |                             |
| 162                         | Oscar Cavagnis (ITA)        |                             |
| 163                         | Lorenzo Bernucci (ITA)      |                             |
| 164                         | Volodymyr Bileka (UKR)      |                             |
| 165                         | Yuriy Metlushenko (UKR)     |                             |
| 166                         | Domenico Romano (ITA)       |                             |
| 167                         | Marc Streel (BEL)           |                             |
| 168                         | Michel Vanhaecke (BEL)      |                             |